# Gerrit Berveling
Gerrit Berveling (Vlaardingen, Holanda Meridional, Países Bajos, 1 de abril de 1944) es un poeta esperantista. 
Berveling estudió lenguas clásicas (griego y latín) en la Universidad de Leiden, así como teología en las universidades de Leiden y de Utrecht. Luego de dedicarse catorce años a la enseñanza de historia general y lenguas clásicas, trabajó otros catorce años como ministro remonstrante en diferentes comunidades liberales cristianas, para luego volver a impartir clases de lenguas clásicas.
En el mundo del esperanto, es conocido como un poeta original en esa lengua, pero es más conocido por ser traductor desde el latín, el griego y el neerlandés. Además es editor de una revista en esperanto llamada Fonto, la cual se publica mensualmente en Brasil. Berveling es miembro de la Akademio de Esperanto. Por su traducción de Antologio Latina recibió el premio OSIEK en 2003.

## Traducciones

### Del latín
- Antologio latina - Chapecó: Fonto (Serio Oriento-Okcidento; 30) - Dos v.

- Catullus, Gaius Valerius: Amo malamo - Breda: VoKo, 1991.

- Cicero, Marcus Tullius: La sonĝo de Skipiono (Marko Tulio Cicerono. Del latín por Hjalmar Johannes Runeberg y Gerrit Berveling - Breda: VoKo, 1994.

- Cyprianus: La Unueco de la Katolika Eklezio - Zwolle: VoKo, 2006.

- El tiom da jarcentoj: malgranda antologio de latina poezio - Breda: VoKo, 1994.

- Erasmus, Desiderius: Laŭdo de l' stulteco (Ilustraciones de Hans Holbein el Joven. Antaŭparolo: Humphrey Tonkin. Enkonduko: Albert Goodheir]. - Rotterdam: Universala Esperanto-Asocio, 1988.

- Horatius Flaccus, Quintus: Romaj odoj - Breda: VoKo, 1991.

- Hus, Jan: Defendo de la libro pri la triunuo - Breda: VoKo, 1989.

- Martialis, Marcus Valerius: Da mav' estos neniam sat! - Breda: VoKo, 1991.

- La pasiono de Perpetua kaj Feliĉita - Breda: VoKo, 1996.

- Sallustius Crispus, Gaius: La konspiro de Katilino - Chapecó: Fonto, 1995.

- Seneca, Lucius Annaeus <Philosophus>: La apokolokintozo de l' Dia Klaŭdo - Breda: VoKo, 1990.

- Seneca, Lucius Annaeus <Philosophus>: Konsolo al sia patrino Helvia - Breda: VoKo, 1990.

- Seneca, Lucius Annaeus <Philosophus>: Oktavia - Amberes: Flandra Esperanto-Ligo, 1989.

- Tertullianus, Quintus Septimus Florens: Apologio (Introducción, traducción y comentarios por Gerrit Berveling - Vlaardingen, 1980.

- Tertullianus, Quintus Septimus Florens: Kuraĝigo por la martiroj - Vlaardingen: VoKo, 1986.

- Tibullus, Albius: Elegioj - Breda: VoKo, 1998.

### Del neerlandés
- Berveling, Freya: Elekto de la poemoj de Freya, okaze de ŝia nupto al Wouter van Dam, 7 septembro 1992 - (poemas)

- Simon Carmiggelt: Morgaŭ denove ni vidu - (historias breves) - Antverpeno: FEL 2002.

- Mulisch, Harry: Du virinoj (novela) - Chapecó: Fonto, 1992.

- La Remonstranta Frataro : informilo pri liberala eklezio nederlanda - Breda: VoKo, 1990.

- Warren, Hans: Ŝtono de helpo (novela) - 's-Gravenhage: Esperanto Kultura Servo, 1989. - 72 p.

- Wert, G. M. W. R. de: Interveno ĉe la generado - etika vidpunkto (Ethical study). - Breda: VoKo, 1990.

- Sinkonservo (artikolaro pri nukleaj armiloj kaj kristanismo / de plurajautoroj. En red. de la Intereklezia Packonsiliĝo). (Sobre la cristiandad y armas nucleares).

### Del hebreo
- Nombroj (de la Biblia: Números) - Chapecó: Fonto, 1999.

### Del griego clásico
- La duakanonaj libroj (Los libros apócrifos) Ilustraciones de Gustave Doré. - Chapecó: Fonto - Dos volúmenes.

- Herakleitos: La fragmentoj - Breda: VoKo, 1990. (VoKo-numeroj; 6)

- Jakobo <apostolo>: La Praevangelio laŭ Jakobo (evangelio apócrifo) - Breda: VoKo, 1990.

- Johano <evangelisto>: La bona mesaĝo de Jesuo laŭ Johano - Chapecó: Fonto, 1992.

- Lukianos: Lukio aŭ azeno (novela de Lucian) - Vlaardingen: VoKo, 1988.

- Lukianos: Veraj Rakontoj (novela satírica) - Zwolle: VoKo, 2006.

- Luko <evangelisto>: La bona mesaĝo de Jesuo laŭ Luko - Chapecó: Fonto, 1992.

- Marko <evangelisto>: La bona mesaĝo de Jesuo laŭ Marko - Chapecó: Fonto, 1992.

- Mateo <evangelisto>: La bona mesaĝo de Jesuo laŭ Mateo - Chapecó: Fonto, 1992.

- Paŭlo <apostolo>: La leteroj de Paŭlo kaj lia skolo - Chapecó: Fonto, 2004.

### De otras lenguas
- Maria Magdalena: La evangelio laŭ Maria Magdalena (presentación y traducción del evangelio apócrifo) - Vlaardingen: VoKo, 1985.

- Tomaso <apostolo>: La Evangelio kopta laŭ Tomaso - Breda: VoKo, 1994.

### Traducción neerlandés-esperanto-checo
- Luisteren naar de ziel (Ekaŭdi la animon), de Věra Ludíková.

## Escritos originales
- Ajnasemajne; skizoj el la vivo de Remonstranta pastoro - Chapecó: Eld. Fonto, 2006 - (Sobre ser un ministro).

- Ĉu ekzistas specifa Esperanto-kulturo? (En: Esperanto kaj kulturo - sociaj kaj lingvaj aspektoj : aktoj de la 19-a Esperantologia konferenco en la 81-a Universala Kongreso de Esperanto, Prago 1996; pags. 29-32; Estudio esperantológico sobre cultura esperantista.

- De duopo al kvaropo - Breda: VoKo, 1995.

- Eroj el mia persona vivo (En: Lingva arto: jubilea libro omaĝe al William Auld kaj Marjorie Boulton/ Hrsg.: Benczik, Vilmos.

- Esperanto-literatuur van de laatste 25 jaar: enkele kanttekeningen - 's-Gravenhage: Vereniging "Esperanto Nederland", Afdeling Den Haag, 1994. Sobre la literatura del esperanto.

- Fadenoj de l' amo [Antaŭparolo: Aldo de' Giorgi]. - Chapecó: Eld. Fonto, 1998.

- Kanto pri Minotauro: kaj aliaj poemoj - Antwerpen: Flandra Esperanto-Ligo, 1993 (poesía).

- Kie oni trovas tion en la Korano? - Vlaardingen: VoKo, 1986 (Sobre los textos coránicos).

- Kio fakte estis nova en la Renesanco? - EN: IKU Internacia Kongresa Universitato, 59a sesio, Florenco, Italio, 29 de julio - 5 aŭgusto 2006.

- Mia pado: tekstoj el 25 jaroj - Chapecó: Eld.Fonto, 1997.

- La morto de Jesuo kaj kio poste? (En: La evangelio laŭ Petro / Petro <apostolo> (Estudio teológico sobre el evangelio apócrifo).

- Streĉitaj koroj - Breda: VoKo, 1995.

- Tradukado de bibliaj tekstoj, specife en Esperanto. Kelkaj personaj spertoj; Bibelübersetzung, insbesondere im Esperanto. Einige persönliche Erfahrungen <resumo>; Traducción bíblica, especialmente en esperanto: Algunas experiencias personales <resumo>/ - En: Studoj pri interlingvistiko: festlibro omaĝe al la 60-jariĝo de Detlev Blanke / Hrsg.: Fiedler, Sabine.

- Tri 'stas tro (poemciklo) - Vlaardingen: VoKo, 1987 (poesía).

- Trifolio (versaĵoj trilingve) - Vlaardingen: VoKo, 1988 (poesía)

- La unuaj 25 jaroj en mia memoro - Breda: VoKo, 1994.

- Vojaĝimpresoj tra Siberio kaj Japanio - Chapecó - Eld. Fonto, 2008.